# ナントゥ
ナントゥは、沖縄県で食される菓子の一種。「年頭」の沖縄方言から「ナントゥ」、またはナントゥーとも呼ばれる。
味噌味のものは、「年頭味噌」の沖縄方言からナントゥースー、ナットゥンス、ナントゥンスとも呼ばれる。

## 概要
ムーチーに香辛料が入ったもので、かつては正月やお盆の際に仏壇に供える時だけに食べられていた。
エスニックな味で、みそ・黒糖・白糖・胡椒などで味付けされている。

## 作り方
餅米粉に黒糖や味噌、ヒハツなどをねりまぜ、月桃の葉にのせ、上に生のピーナッツを十文字に飾って蒸す。